# Вебер, Маук
Бартоломеус Мауритц Маук  Вебер (нидерл. Bartholomeus Maurits Mauk Weber; 1 марта 1914, Гаага — 14 апреля 1978, Гаага) — нидерландский футболист и футбольный тренер, играл на позиции защитника. Участник чемпионатов мира (1934, 1938).

## Биография

### Игровая карьера
Всю футбольную карьеру Вебер играл на родине за АДО Ден Хааг и АГОВВ.
За сборную Нидерландов дебютировал 14 июня 1931 года в матче со сборной Дании в возрасте 17 лет и 105 дней. Он стал самым молодым игроком в истории сборной после Ян Ван Бреды Кольффа. Вебер принимал участие на чемпионате мира 1934 года, где сыграл в матче со сборной Швейцарии, который закончился поражением Нидерландов со счётом 3:2.
На чемпионате мира 1938 года сыграл в единственном матче со сборной Чехословакии — Чехословакия выиграла матч со счётом 3:0. Всего за сборную Нидерландов сыграл 27 матчей, не отметившись забитыми мячами.

### Смерть
Скончался 14 апреля 1978 года в Гааге в возрасте 74 лет.